# Koninklijke Sporting Club Lokeren Oost-Vlaanderen
Il Koninklijke Sporting Club Lokeren Oost-Vlaanderen, abbreviato in KSC Lokeren Oost-Vlaanderen, chiamato comunemente Sporting Lokeren o solo Lokeren, è stata una società calcistica belga con sede nella città di Lokeren. Era nato dalla fusione tra il Koninklijke Sint-Niklase Sportkring Excelsior e il Koninklijke Sporting Club Lokeren nel 2000. 
L'ultimo cambio di nome risaliva al 2003, ma dopo la rifondazione del 2020 seguente la bancarotta, il club si è fuso con la società Temse per formare il KSC Lokeren-Temse.

## Storia

Logo del club dal 2003 al 2011

Nel 1920 la matricola n° 282 fu assegnata al Football Club Racing Club Lokeren, ma tale squadra cessò la sua attività l'anno seguente. Nel 1923 fu fondato il Racing Club Lokeren che venne registrato lo stesso anno alla Federcalcio belga. Tra il 1945 e il 1951 la squadra operò un piccolo cambio di nome (Racing Athletiek en Football Club Lokeren) e il nuovo nome dal 1951 fu Koninklijke Racing Club Lokeren. A causa di problemi finanziari nel 1970 si rese necessaria la fusione con un'altra squadra della città (Koninklijke Standaard F.C. Lokeren). Il nuovo club fu chiamato Koninklijke Sporting Club Lokeren. Nel 2000 il club si unì con il Koninklijke Sint-Niklaas S.K.E. e diede vita allo Sporting Lokeren Sint-Niklaas Waasland. Un ultimo cambio di nome avvenne nel 2003, quando il club assunse il nome attuale.
La squadra partecipa ai play-off per la UEFA Europa League 2014-2015 dove batte l'Hull City per la regola dei gol in trasferta (vincendo 1-0 in Belgio e perdendo 2-1 in Inghilterra). I belgi giungono alla fase a gironi di quella competizione: vengono inseriti in quello L assieme al Trabzonspor, al Legia Varsavia ed al Metalist.
Il 20 aprile 2020, la società è stata dichiarata fallita per bancarotta durante la stagione 2019-2020. Il Lokeren aveva debiti di 5 milioni di euro e non era più in grado di pagare il suo staff e i suoi giocatori.
Il 22 aprile 2020, il Lokeren ha annunciato la sua fusione con il KSV Temse per formare un nuovo club chiamato KSC Lokeren-Temse e che parteciperà alla Seconda Divisione Amatoriale, la quarta serie nazionale.

## Palmarès

### Competizioni nazionali
- Seconda divisione belga: 1

1995-1996
- Coppa del Belgio: 2

2011-2012, 2013-2014
- Derde klasse: 2

1943-1944 (girone B), 1971-1972

### Altri piazzamenti
- Campionato belga:

Secondo posto: 1980-1981
Terzo posto: 2002-2003
- Coppa del Belgio:

Finalista: 1980-1981
Semifinalista: 1977-1978, 1989-1990, 1990-1991, 1998-1999, 2001-2002
- Supercoppa del Belgio:

Finalista: 2012, 2014

## Statistiche e record

### Statistiche nelle competizioni UEFA
Tabella aggiornata alla fine della stagione 2017-2018.
| Competizione                  | Partecipazioni | G  | V  | N  | P  | RF | RS |
| ----------------------------- | -------------- | -- | -- | -- | -- | -- | -- |
| Coppa UEFA/UEFA Europa League | 8              | 36 | 16 | 10 | 12 | 46 | 37 |
| Coppa Intertoto               | 4              | 18 | 7  | 2  | 9  | 25 | 28 |

## Organico

### Rosa 2019-2020
| N. |                                 | Ruolo | Calciatore        |
| -- | ------------------------------- | ----- | ----------------- |
| 2  | Belgio (bandiera)               | D     | Stefano Marzo     |
| 3  | Giappone (bandiera)             | D     | Ryūta Koike       |
| 5  | Mali (bandiera)                 | C     | Abdoulaye Diaby   |
| 6  | Costa d'Avorio (bandiera)       | C     | Lamine N'Dao      |
| 7  | Belgio (bandiera)               | C     | Killian Overmeire |
| 8  | Senegal (bandiera)              | C     | Abdou Diakhaté    |
| 9  | Bosnia ed Erzegovina (bandiera) | A     | Anel Hajrić       |
| 13 | Belgio (bandiera)               | P     | Davino Verhulst   |
| 14 | Giappone (bandiera)             | C     | Jun Amano         |
| 15 | Georgia (bandiera)              | A     | Giorgi Beridze    |
| 17 | Paesi Bassi (bandiera)          | C     | Guus Hupperts     |
| 19 | Romania (bandiera)              | C     | Vlad Mitrea       |

| N. |                           | Ruolo | Calciatore       |
| -- | ------------------------- | ----- | ---------------- |
| 20 | Israele (bandiera)        | D     | Omri Ben Harush  |
| 21 | Belgio (bandiera)         | D     | Jimmy De Jonghe  |
| 26 | Belgio (bandiera)         | D     | Arno Monsecour   |
| 28 | Belgio (bandiera)         | C     | Amine Benchaib   |
| 29 | Belgio (bandiera)         | C     | Bob Straetman    |
| 30 | Belgio (bandiera)         | P     | Robin Mantel     |
| 33 | Belgio (bandiera)         | P     | Théo Defourny    |
| 35 | Belgio (bandiera)         | D     | Tracy Mpati      |
| 37 | Belgio (bandiera)         | D     | Jelle Van Damme  |
| 41 | Rep. del Congo (bandiera) | D     | Francis N'Ganga  |
| 43 | Belgio (bandiera)         | C     | Seth De Witte    |
| 44 | Belgio (bandiera)         | C     | Radja Nainggolan |

## Rose delle stagioni precedenti
- 2011-2012